# Aeropuerto Internacional Mataveri
El Aeropuerto Internacional Mataveri (en rapanui mata veri, 'ojos hermosos'; IATA: IPC, OACI: SCIP), es el único terminal aéreo en Rapa Nui o Isla de Pascua, Chile, ubicado al sur de la ciudad de Hanga Roa.
Ubicado en el medio del Pacífico Sur, es el aeropuerto más remoto del mundo, ubicado a 2.603 km del campo aéreo más cercano, el aeropuerto de Mangareva, en las Islas Gambier, Polinesia Francesa, pero con el que no cuenta rutas a la fecha. Los destinos más cercanos con los que ha contado con conexión regular son el Aeropuerto Internacional Arturo Merino Benítez de Santiago, a 3.759 km, y el Aeropuerto Internacional Faa'a de Papeete (Tahití), a 4.254 km.
De propiedad pública, Mataveri es el principal punto de entrada para cientos de turistas, quienes viajan a Isla de Pascua para ver sus sitios arqueológicos. Cuenta con una pista de 3.438 metros (11.281 pies) y su terminal incluye un bar-restaurante, tiendas de recuerdos y un área de custodia de equipaje, donde varios hoteles y hospederías de la isla tienen quioscos.
El aeropuerto es servido en la actualidad únicamente por la aerolínea LATAM, que cuenta con vuelos regulares a Santiago. Otras rutas operadas por LATAM a Papeete o Lima, se encuentran suspendidas indefinidamente.

## Historia

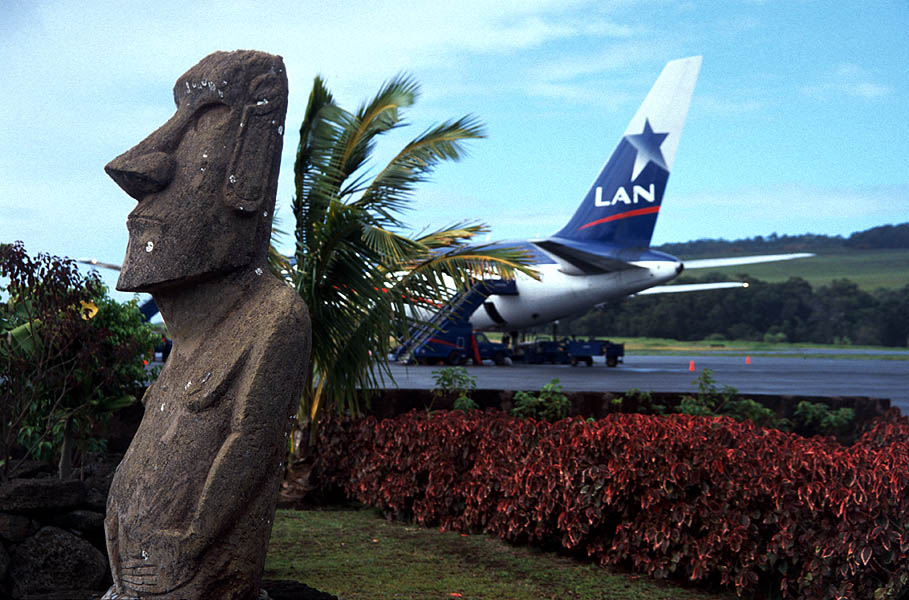
Aeropuerto Internacional Mataveri

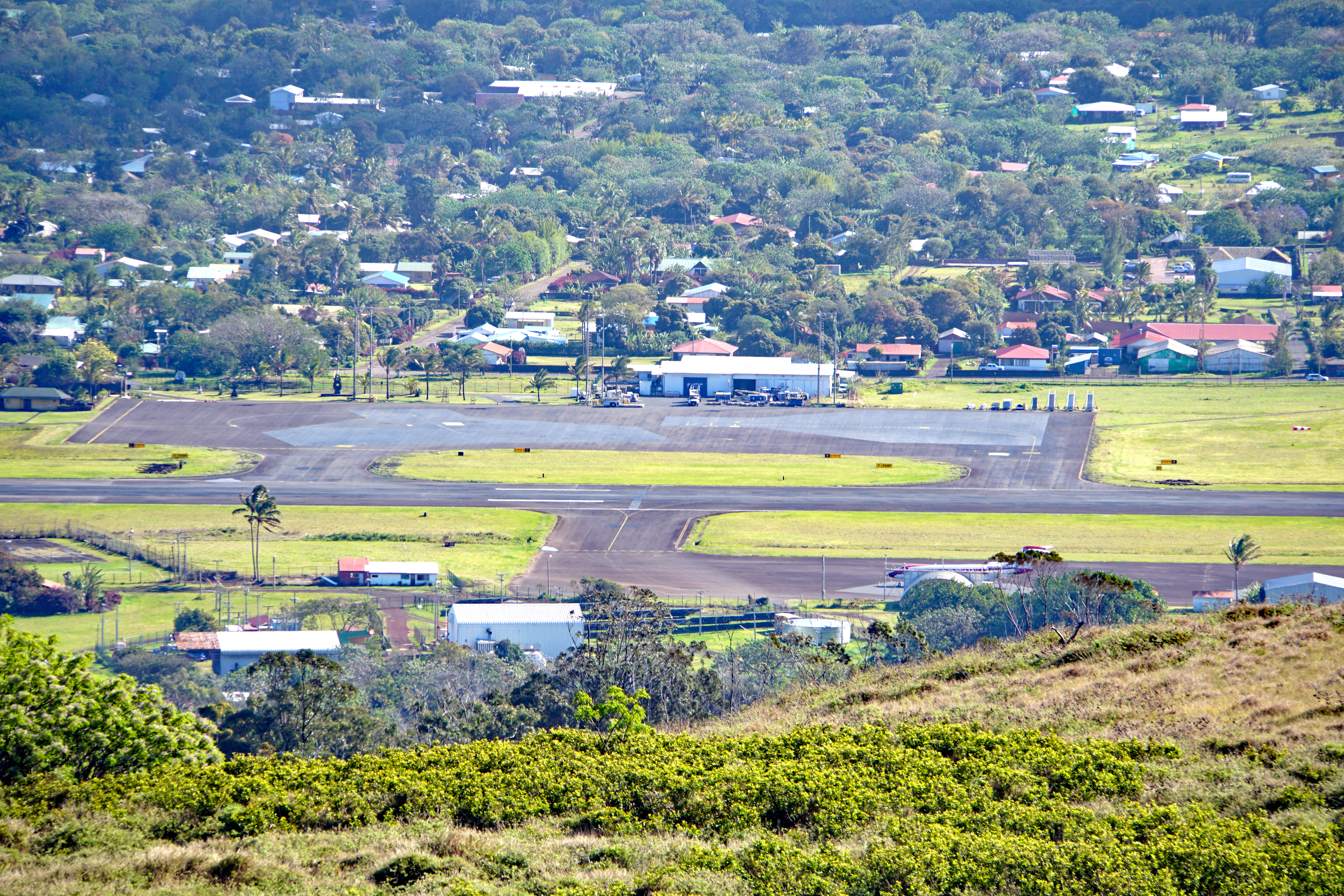
Aeropuerto Internacional Mataveri en 2019

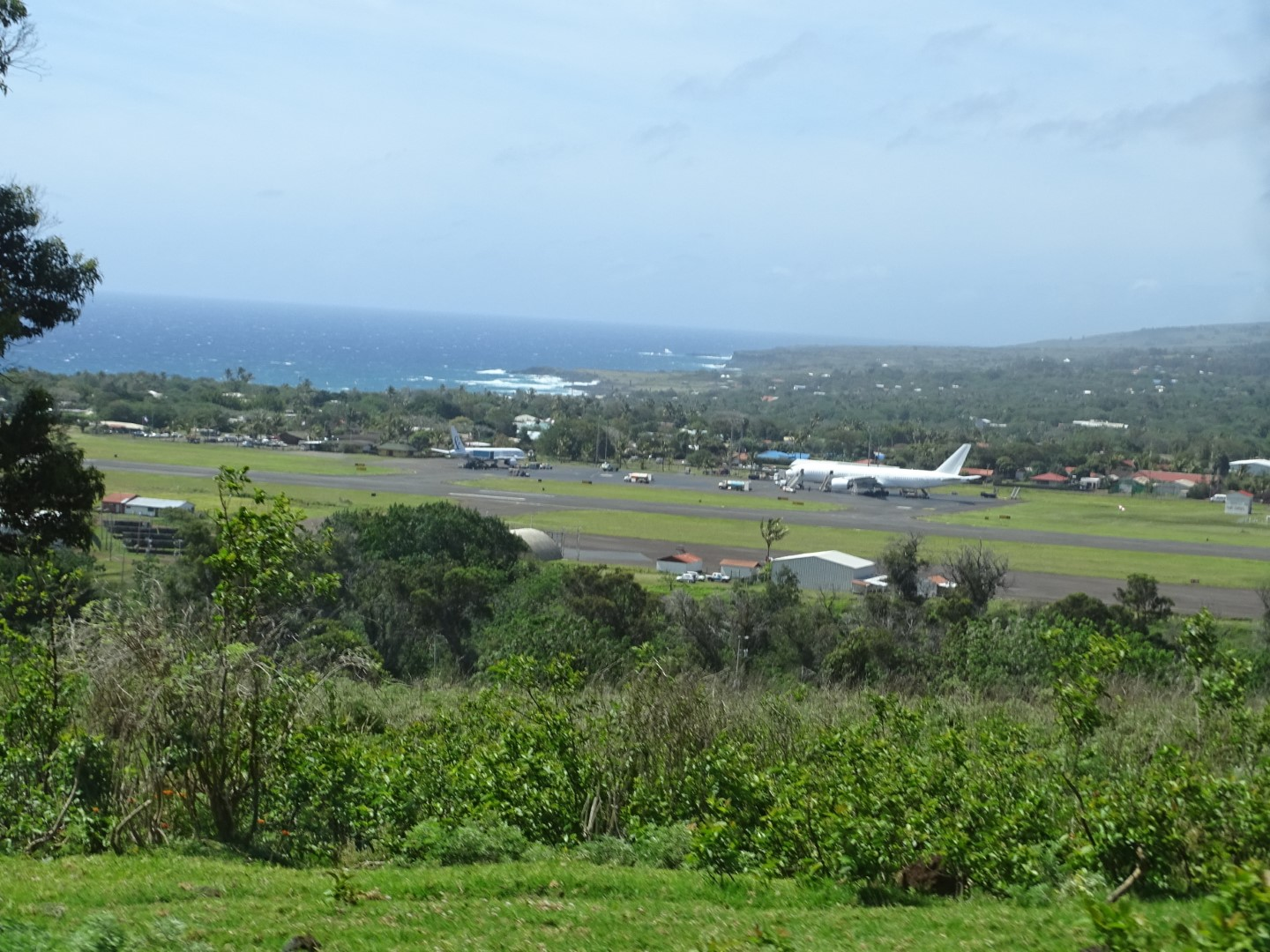
Aeropuerto Internacional Mataveri en 2018

El aeropuerto de la isla comenzó a construirse el año 1965 por la constructora Longhi, llevando en buques cientos de obreros, maquinaria pesada, tiendas, un hospital de campaña, etc. Sin embargo, su uso no pasaba más allá de las operaciones de aerolíneas con pequeños grupos de turistas. Al mismo tiempo, en la isla funcionaba una estación de rastreo de la NASA, la que dejó de operar en 1975.
En abril de 1967 comenzaron a aterrizar vuelos de LAN Chile y la isla comenzó a orientarse hacia el turismo cultural. Desde entonces las preocupaciones principales para los nativos fueron fortalecer cooperativas de producción y mercadeo, que recibieron apoyo estatal y recuperar sus tierras comunales.
No fue sino hasta 1986 que, por intermedio del entonces embajador de Estados Unidos en Chile, Harry Barnes, se decidió que, por su ubicación estratégica y la baja densidad de tráfico aéreo, la pista era ideal para ser usada como alternativa de emergencia para el aterrizaje de los transbordadores espaciales. De esta manera, la pista se reparó y amplió a su longitud actual y se le equipó con electrónica avanzada para navegación aérea. Gracias a este proyecto, el turismo de la isla aumentó de manera explosiva.
El 12 de enero de 1998, la Fuerza Aérea de Chile llevó a cabo la operación «Manu Tara I» con la cual, por primera vez, aviones caza de la institución sobrevolaron los cielos de la isla en un trayecto directo desde el continente, siendo reabastecidos en el aire por el avión tanquero Boeing 707 «Águila» de la FACH. La misión fue llevada a cabo por los aviones F-5E Tigre III los cuales cumplieron exitosamente el viaje.

## Aerolíneas y destinos

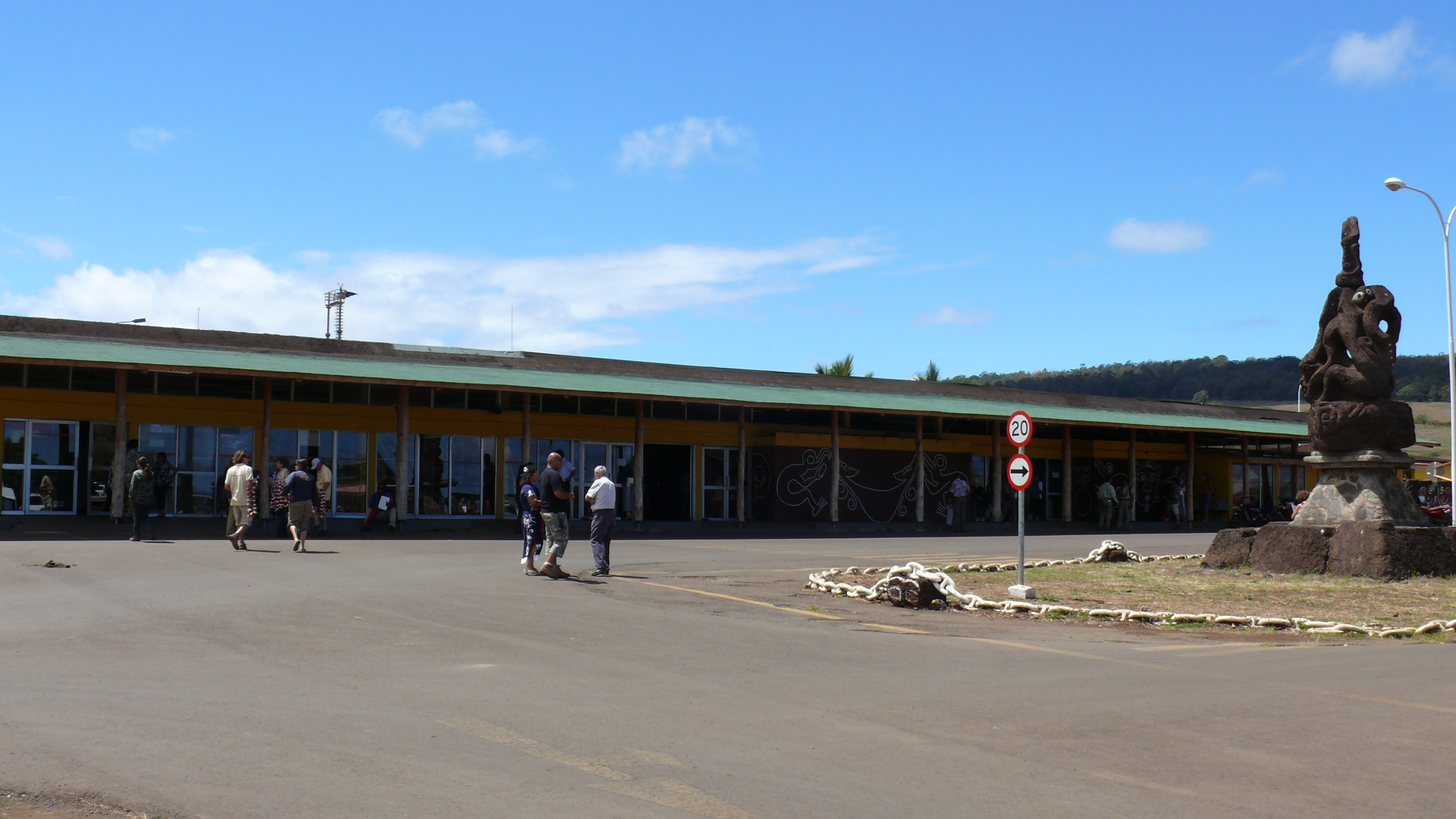
Terminal del aeropuerto

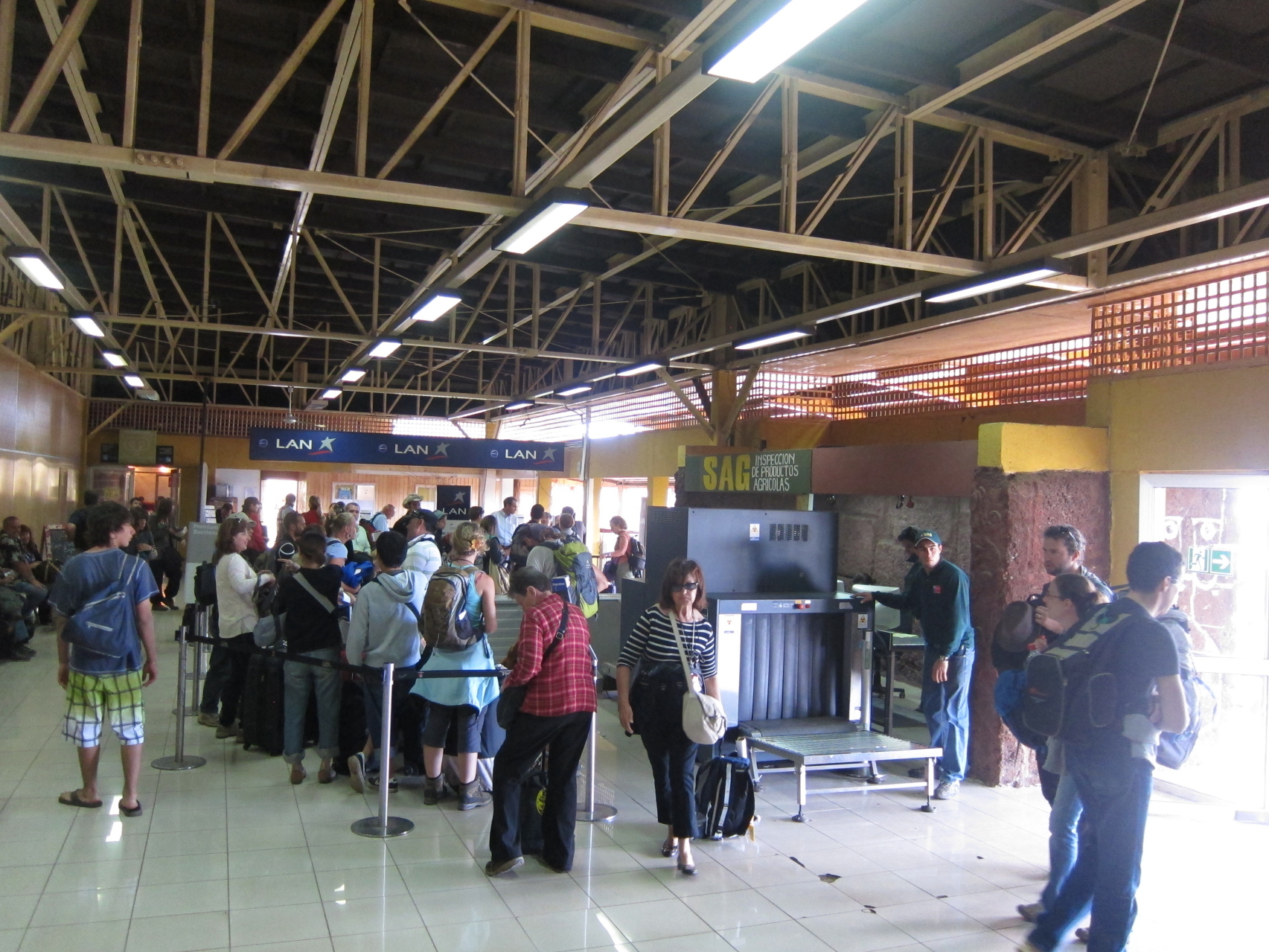
Interior del aeropuerto

### Destinos nacionales
| Ciudad            | Nombre del aeropuerto                          | Aerolíneas  |
| ----------------- | ---------------------------------------------- | ----------- |
| Santiago de Chile | Aeropuerto Internacional Arturo Merino Benítez | LATAM Chile |

### Destinos internacionales finalizados
| Ciudad                      | Nombre del aeropuerto                 | Aerolíneas  | Estado                          |
| --------------------------- | ------------------------------------- | ----------- | ------------------------------- |
| Lima, Perú                  | Aeropuerto Internacional Jorge Chávez | LATAM Perú  | Suspendido.                     |
| Papeete, Polinesia Francesa | Aeropuerto Internacional Faa'a        | LATAM Chile | Suspendido desde marzo de 2020. |

### Estadísticas
| Lugar | Ciudad            | Pasajeros | Cambio % | Aerolíneas |
| ----- | ----------------- | --------- | -------- | ---------- |
| 1     | Santiago de Chile | 94.838    | 33,8 %   | LATAM      |